# Nick Thoman
Nicholas Thoman (Cincinnati, 6 de março de 1986) é um nadador norte-americano.
Foi campeão mundial do revezamento 4x100m medley com a equipe americana em Xangai 2011.
Classificou-se para os Jogos Olímpicos de Londres 2012, onde obteve uma medalha de ouro com o revezamento 4x100 m medley.